# Ernst Weidner (Politiker)
Ernst Weidner (* 31. Mai 1885 in Herchenhain; † 22. April 1956 in Ostheim) war ein hessischer Politiker (DDP, LDP) und ehemaliger Abgeordneter des Landtags des Volksstaates Hessen in der Weimarer Republik.

## Leben
Ernst Weidner war der Sohn des Bürgermeisters und Landtagsabgeordneten Sebastian Weidner und dessen Frau Elisabetha, geborene Kaiser.
Ernst Weidner besuchte die Gymnasien in Darmstadt, Worms und Büdingen und studierte ab 1904 in Gießen evangelische Theologie. Das Studium schloss er 1909 mit der ersten theologischen Prüfung in Gießen und 1911 mit der zweiten theologischen Prüfung in Darmstadt ab. Von 1911 bis zu seiner Pensionierung im Jahr 1955 war er Verwalter, Assistent, Vikar und Pfarrer in verschiedenen Gemeinden (Ober-Breidenbach, Langen, Ortenberg, Schwanheim, Affolterbach und Ober-Lais). Ab 1936 war er Pfarrer in Ostheim (Kreis Friedberg).
Vor 1933 war er Mitglied der DDP und für diese vom 14. Oktober 1921 bis zum 27. November 1921 Mitglied des Landtags des Volksstaates Hessen. Nach 1945 trat er der FDP bei, die in Hessen damals LDP hieß. Für die LDP war er vom 26. Februar 1946 bis zum 14. Juli 1946 als Nachrücker für Reinhard Streckers Mitglied des Beratenden Landesausschusses.
Ernst Weidner war verheiratet und hatte drei Kinder.